# Камікава (округ)
О́круг Каміка́ва (яп. 上川総合振興局, かみかわそうごうしんこうきょく, МФА: [kamʲikawa soːgoː ɕinkoːkʲoku̥]) — округ префектури Хоккайдо в Японії. Центральне місто округу — Асахікава. 
Заснований 1 квітня 2010 року шляхом реорганізації О́бласті Каміка́ва (яп. 上川支庁, かみかわしちょう, МФА: [kamʲikawa ɕi̥t͡ɕoː]). Остання була заснована 1897 року.

## Адміністративний поділ
- Асахікава
- Найоро
- Сібецу
- Фурано
- Повіт Камікава (Ісікарі): Аїбецу - Біей - Камікава - Піппу - Такасу - Тома - Хіґасікава - Хіґасі-Каґура
- Повіт Камікава (Тесіо): Вассаму - Кембуті - Сімокава
- Повіт Накаґава (Тесіо): Біфука - Накаґава - Отоїнеппу
- Повіт Сораті: Камі-Фурано - Мінамі-Фурано - Нака-Фурано
- Повіт Юфуцу: Сімукаппу

## Найбільші міста
Міста з населенням понад 10 тисяч осіб:
| № | Місто      | Населення, осіб (2009) |
| - | ---------- | ---------------------- |
| 1 | Асахікава  | 355649                 |
| 2 | Найоро     | 31228                  |
| 3 | Фурано     | 24616                  |
| 4 | Сібецу     | 22819                  |
| 5 | Каміфурано | 12206                  |
| 6 | Біей       | 11156                  |